# Ванг Нюман, Ингрид
Ингрид Ванг Нюман (дат. Ingrid Vang Nyman, 21 августа 1916 — 13 декабря 1959) — датская художница-иллюстратор, наиболее известная по своим иллюстрациям к книгам Астрид Линдгрен о Пеппи Длинныйчулок.

## Биография
Ингрид Ванг Нюман (имя при рождении Ингрид Ванг Лауридсен дат. Ingrid Vang Lauridsen) родилась в датском городе Вайене. Она училась в Датской королевской академии изящных искусств, но до конца не доучилась. Во время учёбы она познакомилась с художником, карикатуристом и лириком Арне Нюманом, за которого вышла замуж. В браке родился сын Педер. Семья переехала в Стокгольм, но в 1942 г. Ингрид развелась с мужем.
В период 1945—1952 гг. Ингрид Ванг Нюман создала свои наиболее известные иллюстрации для детских книг, в числе которых были иллюстрации Пеппи Длинныйчулок для книги Астрид Линдгрен, опубликованной в 1945 г. В 1954 г. Ингрид вернулась в Копенгаген. В последние годы испытывала проблемы со здоровьем и в декабре 1959 г., будучи в состоянии депрессии, покончила с собой.

## Творчество
Как детский иллюстратор Ингрид дебютировала за год до знакомства с Астрид Линдгрен. Она также рисовала для других авторов, например, для писательницы Перл Бак. Ингрид увлекалась другими мировыми культурами, в частности, интересовалась детьми Китая, Африки, Индии. Она создала серию литографий для детских книг по географии, сделанных с большим вниманием к деталям. В 1948 г. их опубликовали как серию гравюр «Дети на Востоке и Западе». Стиль художницы, рисовавшей в основном для детей, — это яркие краски и толстые линии, а теней в её рисунках почти нет, и этим они напоминают японские гравюры на дереве.
Ингрид считала, что её недооценивают, и временами требовала большие гонорары, в связи с чем у неё были проблемы с издателями, но Астрид Линдгрен говорила о ней, что каждый автор, которому посчастливилось найти подходящего иллюстратора для своей книги, будет вечно благодарен этому художнику.
Художницу помнят и спустя несколько десятилетий: в Швеции проводились выставки её работ.

## Иллюстрации к книгам Астрид Линдгрен
- Пеппи Длинныйчулок (1945)
- Пеппи отправляется в путь (1946)
- Вы знаете Пеппи Длинныйчулок? (1947)
- Пеппи Длинныйчулок в стране Веселии (1948)